# 高田恵太郎
高田 恵太郎（たかだ けいたろう、1950年 - ）は、ファッションプロデューサー

## 人物
甲南大学卒業後、アパレルメーカーヴァンヂャケット入社。
その後、企画会社、スポーツメーカーを経て、1989年神戸ファッションマートプロジェクト（ジャパンマーケットセンター／住友信託銀行）に参加。同社のマーケティング部長としてアパレルメーカーの合同展示会、若手デザイナーの育成イベント（神戸コンポーズド）、クリエイター育成支援事業、ITとファッションの融合など、様々なプロジェクトを実施。2002年8月神戸コレクション第1回目を発起人として開催し現在まで育て上げた。
取締役事業部長を歴任後2005年に退社。55歳を機に「オヤジベンチャー」を目指して以降、ITベンチャー企業、ファッション企業等のアドバイザーとして活動。
2006年8月1日「神戸コレクション」の企画制作会社 株式会社アイグリッツ設立（大阪）。現在は退任。
2006年（平成18年）以降、神戸をさらなるファッション都市として盛り上げる試みとして神戸ファッションウィークを開催（神戸の迎賓館「公館」をメイン会場キックオプパーティ実施） 
2007年（平成19年）には、初の海外公演として上海公演を開催。
2007年6月神戸からの情報発信事業を行う株式会社ぜんまい（神戸）設立、代表取締役。　　　　　　　　　　　　　　　　　　　　　　　　　　　
・2008年2月　第46回関西財界セミナー特別賞
・2014年度の神戸市産業功労者として表彰